# 海老名市立大谷中学校
海老名市立大谷中学校（えびなしりつおおやちゅうがっこう）は神奈川県海老名市大谷南二丁目にある公立中学校。

## 解説・沿革
昭和50年頃から宅地開発が進み、人口が急増した。大谷中学校は海老名市立海老名中学校および海老名市立有馬中学校から分離する形で1980年（昭和55年）4月1日開校。
近隣の農家から借用した水田で稲作の体験学習を行っている。
中学一年生に野外教育活動(1泊2日)中学2年生に鎌倉校外学習(半日)中学3年生に京都奈良修学旅行(2泊3日)をするのがベースである。

## 通学区域
- 海老名市
  - 大谷1〜4・30〜35・59〜64・234〜364・402〜437・462〜495・512〜526・545〜564・576〜585・586-1号・2号・4号・5号
  - 大谷北1丁目
  - 大谷北2丁目
  - 大谷北3丁目
  - 大谷北4丁目
  - 大谷南1丁目
  - 大谷南2丁目
  - 大谷南3丁目
  - 大谷南4丁目
  - 大谷南5丁目
  - 国分寺台1丁目1番・2番4号〜23号・27号〜999号・3番2号〜22号・24号・28号・4番〜21番
  - 国分寺台2丁目
  - 国分寺台3丁目
  - 国分寺台4丁目
  - 国分寺台5丁目
  - 杉久保1〜32・35〜47・61〜88・472〜535
  - 杉久保北1丁目
  - 杉久保北2丁目
  - 杉久保北3丁目
  - 杉久保北4丁目
  - 杉久保北5丁目1番〜19番・23番〜30番
  - 杉久保南1丁目15番〜23番・27番〜30番
  - 杉久保南2丁目
  - 浜田町

## 進学前小学校
- 海老名市
  - 海老名市立大谷小学校
  - 海老名市立杉久保小学校

## 部活動
運動部
- 剣道部
- サッカー部
- ソフトテニス部（男女別）
- ソフトボール部
- バスケットボール部（男女別）
- バドミントン部
- バレーボール部
- 野球部

文化部
- 合唱部
- 自然科学部
- パソコン部
- 文芸部
- リコーダーアンサンブル部

## 交通
- 小田急小田原線・相鉄本線・JR相模線海老名駅よりバス。
  - 相鉄バス綾31系統 大谷宿バス停下車[4]

## 周辺
- 東名高速道路 海老名サービスエリア[1]
- 海老名市立大谷小学校
- 横須賀水道道
- 神奈川県道407号杉久保座間線
- 海老名ドライバーズスクール

## 出身著名人
- 雉子牟田明子（元プロテニス選手）
- 雉子牟田直子（元プロテニス選手）
- 原口真英（バスケットボール選手）
- 藤井聖（プロ野球選手）
- 水野良樹（ミュージシャン、いきものがかり）
- 山下穂尊（ミュージシャン、いきものがかり）